# تساماكاسير (آراغاتسوتن)
مدينة تساماكاسير (بالإنجليزية: Tsamakasar)‏ هي إحدى المدن التابعة لمقاطعة آراغاتسوتن في أرمينيا. يقدر عدد سكانها بـ 359 نسمة حسب الإحصاء الذي جرى عام 2011.